# Британский добровольческий корпус
Британский добровольческий корпус (нем. Britisches Freikorps, англ. British Free Corps) — коллаборационистское подразделение в составе Ваффен СС во время Второй мировой войны, состоявшее из британских военнопленных. Первоначально формирование имело название Легион Святого Георгия.

## Формирование
Набор добровольцев был произведён в немецких лагерях для военнопленных. В 1944 году распространялись агитационные листовки, в Берлине издавалась газета для военнопленных. Корпус создавался «как добровольческое подразделение, задуманное и созданное британскими подданными из всех частей империи, которые взяли в руки оружие и положили свою жизнь в единой европейской борьбе с Советской Россией». Вербовка военнопленных делалась на основе страха перед Советским Союзом. В одном голландском лагере военнопленных щедро снабжали сигаретами, фруктами, улучшались условия содержания. В среде британских военнопленных немецкими офицерами проводились пропагандистские выступления о целях Германии в ходе войны, о борьбе с советской угрозой. Офицеры предлагали принять участие в борьбе с настоящим врагом, Советским Союзом.
Одним из создателей подразделения был сын британского министра по делам Индии Леопольда Амери Джон Амери. После окончания войны он был казнён за государственную измену.
К апрелю 1944 года удалось завербовать 23 человека. По плану немецкого командования нужно было завербовать 30 человек, после чего отправить добровольцев в состав 5-й танковой дивизии СС «Викинг». Но к августу 1944 года подразделение насчитывало лишь 27 человек.

## Участие в боевых действиях
8 марта 1945 года командир Британского добровольческого корпуса Вальтер Кюхлих предъявил ультиматум: солдаты Британского добровольческого корпуса отправятся на войну или в концлагерь. После прохождения курса военной подготовки подразделение было направлено на Восточный фронт в составе 11-й дивизии СС Нордланд. Корпус не принимал участия в боевых действиях как самостоятельное подразделение — одни добровольцы были определены в штаб танкового полка, другие попали в состав 11-го танкового разведывательного батальона. 29 апреля 1945 года группа Штайнера, в составе которой были британские добровольцы, начала отход на запад, чтобы сдаться в плен американским частям. Также члены добровольческого корпуса были выявлены в Шверине.
Исследования британского историка Эдриана Уила, выявили 54 человека находившихся в добровольческом корпусе за весь период его существования.

## Командиры
У Британского добровольческого корпуса не было своего командира из числа добровольцев. Непосредственное командование осуществляли немецкий офицер в качестве «verbindungsoffizier» («офицер связи») Главного управления СС Управления D/III, которое было ответственно за воспитание Германских СС. Всего было три таких командира:
- Гауптштурмфюрер СС Ханс Вернер Репке: сентябрь 1943 — ноябрь 1944[5]
- Оберштурмфюрер СС доктор Вальтер Кюхлих: ноябрь 1944 — апрель 1945[6]
- Гауптштурмфюрер СС доктор Александр Долецалек: апрель 1945[7]